# Dongeradeel
Dongeradeel – gmina w Holandii, w prowincji Fryzja. Powstała ona w 1984 r. w wyniku połączenia gmin Westdongeradeel, Oostdongeradeel oraz Dokkum. Na terenie gminy znajduje się kilkadziesiąt miejscowości: Aalsum, Anjum, Bornwird, Brantgum, Dokkum, Ee, Engwierum, Foudgum, Hantum, Hantumeruitburen, Hantumhuizen, Hiaure, Holwerd, Jouswier, Liossens, Metslawier, Moddergat, Morra, Nes, Niawier, Oosternijkerk, Oostrum, Paesens, Raard, Ternaard, Waaxens, Wetsens, Wierum.